# Odyneromyia
Odyneromyia là một chi ruồi trong họ Syrphidae.